# جودو شينشو
جودو شينشو  (يابانية: 浄土真宗 -  مدرسة الأرض الطاهرة الحقيقية) وتُعرف كذلك باسم بوذية شِن، هي أحد مدارس بوذية الأرض الطاهرة تأسست من قِبَل ناسك التينداي السابق شينران. تُعتبر بوذية شِن أكثر فروع البوذية انتساباً في اليابان. القِيَم التي أوجدها المذهب ساعدت اليابانيين على الاستعداد لتجارب التصنيع، التحضر، التعليم الإلزامي وغيرها من الظواهر الاجتماعية التي رافقت فترة التحديث اليابانية. كما ألهمت تعاليم المذهب جانباً من أخلاقيات العمل الشائعة بين اليابانيين.